# Odontobuthus bidentatus
Espèce
Odontobuthus bidentatus est une espèce de scorpions de la famille des Buthidae.

## Distribution
Cette espèce se rencontre en Irak et en Iran dans les provinces d'Ilam, du Khouzistan, de Kohguilouyeh-et-Bouyer-Ahmad, de Bouchehr et de Fars,.

## Description
Le mâle holotype mesure 65,7 mm et la femelle paratype 61,2 mm. Odontobuthus bidentatus mesure de 60 à 65 mm.

## Publication originale
- Lourenço & Pezier, 2002 : « Taxonomic consideration of the genus Odontobuthus Vachon (Scorpiones, Buthidae), with description of a new species. » Revue Suisse de Zoologie, vol. 109, no 1, p. 115-125 (texte intégral).